# Hellen Allingham
Helen Allingham (de soltera, Helen Mary Elizabeth Paterson) (26 de septiembre de 1848-28 de septiembre de 1926) fue una conocida acuarelista e ilustradora inglesa de la época victoriana.
Nació cerca de Burton upon Trent en Staffordshire, Inglaterra. Su padre, médico, murió en 1862, y el resto de la familia se mudó a Birmingham. En 1867 marchó a estudiar arte a la Female School of Art de Londres, y se convirtió en ilustradora de libros para niños. Fue una gran amiga de Kate Greenaway. El 22 de agosto de 1874, se casó con William Allingham, que casi le doblaba la edad. Fue contratada para ilustrar algunas novelas de Thomas Hardy. Al conocerse sintieron cierta atracción mutua. 
Ilustró varios libros, incluyendo Six to sixteen: a story for girls (1876), Happy England (1903) y The homes of Tennyson (1905), escrito junto a su hermano Arthur Paterson.
Tras su matrimonio con Allingham, se dedicó a la acuarela, y fue la primera mujer en convertirse en miembro pleno de la Royal Watercolour Society. Además de paisajes, realizó varios retratos, incluyendo uno de Thomas Carlyle. Es sobre todo conocida por sus escenas rurales, particularmente sus encantadoras vistas de cottages de Surrey y Sussex.